# Jabat
Jabat (o Jabot) es un atolón en el océano Pacífico dentro de la cadena Ralik de las islas Marshall. El área total asciende a 0,22 mi² y la población era de 84 personas en 2011.
Se encuentra a 12 kilómetros del atolón de Ailinglapalap. A diferencia de la mayoría de las demás islas Marshall, Jabat es una isla rocosa y no un atolón coralino, aunque está rodeada de arrecifes de coral de aguas poco profundas que se extienden varios kilómetros más allá del arrecife exterior hacia el norte y el sur. 